# Mydidae
Mydidae är en familj av tvåvingar. Mydidae ingår i ordningen tvåvingar, klassen egentliga insekter, fylumet leddjur och riket djur. Enligt Catalogue of Life omfattar familjen Mydidae 494 arter. 

## Bildgalleri

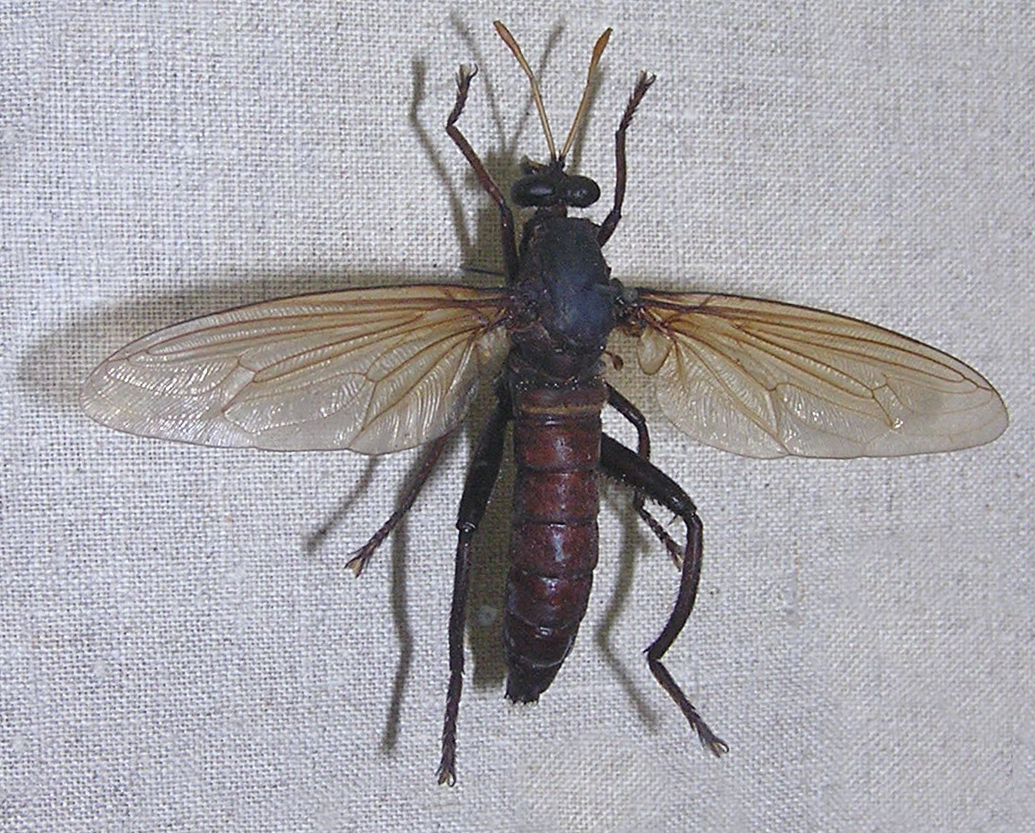

## Dottertaxa till Mydidae, i alfabetisk ordning[1]
- Afroleptomydas
- Afromydas
- Agaperemius
- Anomalomydas
- Apiophora
- Arenomydas
- Baliomydas
- Cephalocera
- Cephalocerodes
- Ceriomydas
- Charimydas
- Diochlistus
- Dolichogaster
- Ectyphus
- Eremohaplomydas
- Eremomidas
- Eumydas
- Gauromydas
- Halterorchis
- Haplomydas
- Hessemydas
- Heteroleptomydas
- Heteromydas
- Hispanomydas
- Lachnocorynus
- Leptomydas
- Mahafalymydas
- Mapinguari
- Megascelus
- Messiasia
- Midacritus
- Miltinus
- Mimadelphus
- Mitrodetus
- Mydas
- Mydaselpis
- Namadytes
- Namibimydas
- Nemomydas
- Neolaparopsis
- Neorhaphiomidas
- Nomoneura
- Nomoneuroides
- Nothomydas
- Notosyllegomydas
- Opomydas
- Oreomydas
- Paramydas
- Parectyphus
- Perissocerus
- Phyllomydas
- Plyomydas
- Protomydas
- Pseudonomoneura
- Rhaphiomidas
- Rhopalia
- Rhopaliana
- Stratiomydas
- Syllegomydas
- Tongamya
- Utinga
- Vespiodes